# Muntiacus puhoatensis
Il muntjak del Vietnam (Muntiacus puhoatensis Trai in Binh Chau, 1997) è una specie di Cervide poco conosciuta del genere dei muntjak (Muntiacus). Originario del Vietnam, come si può facilmente intuire dal nome comune, è stato scoperto solamente nel 1997. Alcuni studiosi lo considerano appartenente alla medesima specie del muntjak di Roosevelt (Muntiacus rooseveltorum).

## Descrizione
Non sono molte le informazioni riguardanti la morfologia di questa specie, dato che di essa si conosce solamente l'olotipo, ma nell'aspetto somiglia moltissimo al muntjak dell'Annam (Muntiacus truongsonensis). Di piccola taglia, pesa 8–15 kg ed è ricoperto da una pelliccia di colore rossastro.

## Distribuzione e habitat
Il muntjak del Vietnam vive nel Pu Hoat, una regione del nord-ovest del Vietnam appartenente alla Provincia di Nghe An, e probabilmente nel vicino Laos. L'unico esemplare conosciuto è stato catturato in una fitta foresta sempreverde a oltre 900 m di quota.

## Biologia
Sulla sua vita non si sa nulla, ma probabilmente la sua biologia non differisce molto da quella degli altri muntjak delle regioni forestali.

## Conservazione
Come è già stato detto, il muntjak del Vietnam è ancora conosciuto solo a partire dall'olotipo, e a causa della sua forte somiglianza con il muntjak dell'Annam è difficile stabilire quale sia il suo stato di conservazione; proprio per questo, la IUCN lo classifica tra le specie con «dati insufficienti» (Data Deficient).